# Phthonoloba altitudinum
Phthonoloba altitudinum là một loài bướm đêm trong họ Geometridae.